# Утендорф
Утендорф (нем. Utendorf) — община в Германии, в земле Тюрингия.
Входит в состав района Шмалькальден-Майнинген. Подчиняется управлению Дольмар. Население составляет 471 человек (на 31 декабря 2010 года). Занимает площадь 8,09 км².